# Professional Griefers
Professional Griefers ist ein Lied des kanadischen Musikproduzenten Deadmau5 in Zusammenarbeit mit Gerard Way, dem Leadsänger und Gründer der Alternative-Rock-Band My Chemical Romance. Es wurde erstmals am 24. August 2012 veröffentlicht. Es ist die dritte Single aus Deadmau5’ sechstem Studioalbum Album Title Goes Here und auf dem Soundtrack von FIFA 13 enthalten. Professional Griefers erschien am 13. Februar 2011 auf Deadmau5’ Ustream-Channel als Vorschau, live gespielt wurde der Track erstmals während der Meowingtons Hax-Tour.

## Musikvideo
Das offizielle Musikvideo zum Song wurde erstmals am 29. August 2012 auf dem offiziellen YouTube-Kanal von Ultra Records veröffentlicht.
Im Musikvideo sieht man anfangs einige Leute in einem Wohnwagen sitzen, den Fernseher angeschaltet. In diesem ist ein Kampf zwischen Deadmau5 (deadmau5) und Gerard Way (g3rard) zu sehen. Nachdem der Kampf vom Stadionsprecher angekündigt worden ist, beginnen Way und Zimmerman, sich an ein Steuerpult zu setzen und zwei riesige Roboter mit mau5head zu steuern. So kämpfen sie einige Zeit. Nach einiger Zeit gewinnt Way jedoch und Deadmau5 geht auf ihn los. Sie werden vom Ringrichter wieder auf ihre Plätze verwiesen. Auf einmal taucht eine Roboterversion von Deadmau5’ Katze Professor Meowingtons auf und beißt ein Kabel durch, sodass Way seinen Roboter nicht mehr steuern kann. Dieser wird daraufhin von Deadmau5 ohne Gegenwehr besiegt. Während er zum Sieger erklärt wird und feiert, springt die Roboterkatze jedoch auch in seinen Roboter und bringt ihn zum Umfallen. Danach sieht man nur noch die Katze in den Trümmern herumlaufen.
Das von Jeff Ranasinghe und Paul Boyd gedrehte Musikvideo ist gegenwärtig das teuerste zu einem elektronischen Song aller Zeiten. Für den Dreh wurden über 2000 Fans engagiert.

## Rezeption

### Charts
Die Single wurde mäßig erfolgreich, so erreichte sie nur Platz 76 der Charts in Belgien (Flandern), Platz 26 der Canadian rock/alternative charts und Platz 36 der US-amerikanischen Alternative Songs. In Flandern blieb man außerdem zwei Wochen in den Charts.

### Rezeption
Der Song bekam durchwegs positive Kritik. Joe Robinson von diffuser.fm meinte, dass schon die instrumentale Version mit ihren Bass-Grooves sehr gut zum Tanzen geeignet sei, aber Ways Vocals dem Lied das Bisschen Mainstream gebe, das gebraucht werde. Er vergab sieben von zehn möglichen Sternen.
Caitlyn Dewar von Bring the Noise erklärte, dass Deadmau5 mit einem Mix aus kreativem Songtext, einem talentierten Gerard Way und seinem eigenen Stil definitiv weiter „angesagt“ und an der Spitze der Welt bleibe, was die Dance-Richtung betrifft, und dass es Fans von My Chemical Romance, Skrillex oder Daft Punk gefallen werde. Sie vergab neun von zehn möglichen Sternen.
Ein Autor von MusicHub vergab zehn Sterne und damit die volle Punktzahl. Professional Griefers habe den Hype um sein neues Album als eine der tollen Singles noch einmal erhöht. Der Song werde „in null Komma nichts“ zum Hit.